# Alconchel de Ariza (kommun)
Alconchel de Ariza är en kommun i Spanien.   Den ligger i provinsen Provincia de Zaragoza och regionen Aragonien, i den centrala delen av landet, 160 km nordost om huvudstaden Madrid.